# Akhmedoba
Akhmedoba är en ort i Azerbajdzjan.   Den ligger i distriktet Xaçmaz Rayonu, i den nordöstra delen av landet, 160 kilometer nordväst om huvudstaden Baku. Akhmedoba ligger 18 meter över havet och antalet invånare är 1 548.
Terrängen runt Akhmedoba är platt. Närmaste större samhälle är Xaçmaz, 5,9 kilometer söder om Akhmedoba.
Trakten runt Akhmedoba består till största delen av jordbruksmark. Runt Akhmedoba är det ganska tätbefolkat, med 129 invånare per kvadratkilometer.